# Железна река
Железна река, още Железно Речани или Железно Речане (изписване до 1945 Жѣлезно Рѣчани, на македонска литературна норма: Железна Река; на албански: Lumi Hekurt), е село в Северна Македония, в Община Гостивар.

## География
Селото е разположено в областта Горни Полог южно от град Гостивар в южните склонове на Сува гора.

## История
В началото на XIX век Железна река е българско село в Гостиварска нахия на Тетовска кааза на Османската империя. Според статистиката на Васил Кънчов („Македония. Етнография и статистика“) в 1900 година Жѣлезно Рѣчани има 560 жители българи християни.
По-голямата част от жителите на селото са сърбомани под върховенството на Цариградската патриаршия. Според патриаршеския митрополит Фирмилиан в 1902 година в Железна река има 70 сръбски патриаршистки къщи. Според секретаря на Българската екзархия Димитър Мишев („La Macédoine et sa Population Chrétienne“) в 1905 година в Железно Речани има 40 българи екзархисти и 560 българи патриаршисти сърбомани.
В 1913 година селото попада в Сърбия. През 1922-1923 година в селото е открита поща, която функционира до 6 април 1941 година. Според Афанасий Селишчев в 1929 година Железно Речани е цантър на община от 6 села в Горноположкия срез и има 90 къщи с 447 жители българи.
Според преброяването от 2002 година селото има 98 жители македонци.

## Личности
Родени в Железна река
- Брайко Стойков Андреев, 26-годишен; бозаджия; македоно-одрински опълченец; 1-а рота на 2-а Скопска дружина; 20.IX.1912 г. - неизвестно; ранен на 22.IV.1913 г.[7]
- Лазар Петров, македоно-одрински опълченец; местоживеене град Браила, Румъния; Лазарет; 22. X. 1912 г.- 10. VIII. 1913 г.[8]
- Методия Попоски (1884-1951), български екзархийски свещеник
- Найден Илиев Тодоров, македоно-одрински опълченец; 1-а рота на 2-а Скопска дружина; 18.VI.1912г.; Убит при Емирица.[9]
- Наум Йовчев Арсинов, 22-годишен; македоно-одрински опълченец; местоживеене село Турски Търстеник, Никополско; бозаджия; 1 рота на 2-а Скопска дружина; убит на 18. VI. 1913 г.[10]
- Софре Исаков Мицов, бозаджия; македоно-одрински опълченец; IV клас; 1-а рота на 2-а Скопска дружина; 7. X. 1912 г. - неизвестно[11]

Свързани с Железна река
- Радован Павловски (р. 1937 - 2022), поет от Северна Македония, по произход от Железна Река.